# Pseudorectes
A Pseudorectes a madarak (Aves) osztályának verébalakúak (Passeriformes) rendjébe, ezen belül a légyvadászfélék (Pachycephalidae) családjába tartozó nem.

## Rendszertani eltérés
A Pseudorectes-fajokat korábban a Pitohui madárnembe sorolták, azonban bebizonyosodott, hogy az egy gyűjtő taxon volt, amelybe több egymásra hasonló madarat raktak együtt. Idővel a Pitohui madárnemet két fajjal együtt kivették a légyvadászfélék családjából és áthelyezték a sárgarigófélék (Oriolidae) családjába. Azonban a korábban odatartozott további 4 fajt szétosztották három különböző nembe, de ezek közül kettő (Pseudorectes és Melanorectes) megmaradt a légyvadászfélék között. A harmadikat az Ornorectes nevűt az újonnan létrehozott Oreoicidae nevű madárcsaládba sorolták be.

## Rendszerezésük
A nemet Richard Bowdler Sharpe írta le 1877-ben, az alábbi 2 faj tartozik ide:
- fehérhasú gyümölcsrigó (Pseudorectes incertus) van Oort, 1909
- rozsdás gyümölcsrigó (Pseudorectes ferrugineus) (Bonaparte, 1850)

## Előfordulásuk
Új-Guinea szigetén, Indonézia és Pápua Új-Guinea területén honosak. Természetes élőhelyeik a szubtrópusi és trópusi erdők. Állandó, nem vonuló fajok.

## Megjelenésük
Testhosszuk 21,5–28,5 centiméter közötti.

## Életmódjuk
Gyümölcsökkel és rovarokkal táplálkoznak.